# Хенкин, Кирилл Викторович
Кири́лл Ви́кторович Хе́нкин (24 февраля 1916 года, Петроград — 5 июня 2008 года, Мюнхен) — русский писатель, журналист и переводчик.

## Биография
Сын актёров театра-варьете Виктора Яковлевича Хенкина и Елизаветы (Лидии) Алексеевны Нелидовой, племянник народного артиста РСФСР Владимира Яковлевича Хенкина. Двоюродный брат фотографов Евгения и Якова Хенкиных - сыновей Александра Яковлевича Хенкина, брата Владимира и Виктора.
В раннем возрасте был увезён родителями за границу — сначала в Прагу, потом в Берлин и, наконец, в Париж.
В Париже в студенческие годы, по рекомендации Сергея Эфрона (мужа поэтессы Марины Ивановны Цветаевой), направляется на гражданскую войну в Испанию — воевать на стороне республиканцев. В то же время завербован ИНО НКВД.
Перейдя Пиренеи, оказывается в 13-й интернациональной бригаде имени Домбровского, сформированной из польских добровольцев — шахтёров из Бельгии. Этот период его жизни довольно полно отражён в одной из серий передачи «Свидетель века» (производство НТВ, режиссёр В. Кара-Мурза). К тому же времени относится его служба в специальном отряде подрывников и его знакомство с резидентом НКВД в Испании Александром Орловым (Львом Фельдбиным) («Швед», он же Никольский), интерес к деятельности которого Кирилл Викторович сохранил на всю жизнь.
По возвращении из Испании во Францию заканчивает Парижский университет (сравнительное литературоведение). В это время в Нью-Йорке на гастролях тяжело заболевает его отец, Виктор Яковлевич.
Кирилл с матерью едут в США, где по рекомендации приятеля устраивается на работу в экспериментальный Блэк-Маунтин Колледж (Black Mountain College) в Северной Каролине.
В 1941 году с матерью и отцом приезжает в Москву. Занимается переводами с французского и английского языков.
После начала Великой Отечественной войны был зачислен в ОМСБОН НКВД. Знакомится с Рудольфом Абелем и Вилли Фишером. Дружбу с последним, ставшим легендарным разведчиком, Кирилл сохранит на оставшуюся жизнь и посвятит ему книгу «Охотник вверх ногами».
Кирилл должен был быть отправлен в качестве офицера связи к маршалу Тито. Внезапно заболев, Кирилл пропускает свой выпуск, который был сброшен с парашютами в Югославию и полностью уничтожен немцами.
В 1942 году Кирилл Хенкин был зачислен в Институт военных переводчиков, одновременно там же преподавал французский язык.
После войны он получил работу во французской редакции Иновещания Московского радио. Переводит пьесу Ж. Ануй «Жаворонок» и «Оберман» Сенанкура.
Работал в АПН и, позднее, в журнале «Проблемы мира и социализма» до 1968 года.
За участие в демонстрации против вторжения советских войск Кирилл и его жена, Ирина Каневская, были отозваны из Праги.
В начале 1970-х годов попросил разрешения эмигрировать, получил отказ, стал участвовать в диссидентской деятельности (помогает Андрею Дмитриевичу Сахарову с переводом его выступлений на английский и французский (реже — испанский) языки, пишет в «Хронику текущих событий» и распространяет её, встречается с западными политиками — сенатором США Генри Джексоном, лордом Дженнером (Lord Janner of Braunstone) и т. п.)
В 1973 году ему всё же разрешили эмигрировать в Израиль. После приезда туда он отправляется в полугодовую лекционную поездку по США, а по возвращении в Тель-Авив становится внештатным корреспондентом радио «Свобода» в Израиле.
Позже переезжает в Мюнхен и становится политическим комментатором этой радиостанции.
Ирина Хенкина (Каневская) — его жена и многолетний помощник — также начинает работу на радиостанции и продолжает работу вплоть до переезда станции в Прагу.
В Мюнхене Кирилл Хенкин пишет свои книги.
Много времени Кирилл Викторович уделял восстановлению старых «парижских» знакомств. В частности, он возобновил переписку со своей старинной приятельницей Верой Александровной Гучковой-Сувчинской-Трейл, Дмитрием Васильевичем Сеземаном, ветеранами Интербригад, литераторами и артистами.
Последние годы жизни Кирилла Викторовича прошли в Мюнхене, на тихой улице Хохляйте, в обществе его жены и помощницы Ирины Семёновны Хенкиной (Каневской), которую он пережил на полтора года.

## Семья
Кирилл Хенкин был женат четыре раза. От первого брака во Франции родилась дочь Аник (в замужестве Шехтер), в настоящее время живущая в пригороде Парижа Кламаре. Второй брак в Москве в годы Великой Отечественной войны был недолговечен и распался через год. От третьего, с американкой (осетинского происхождения) Анитой Дзугутовой (ныне Anita May Zugoff) родился сын Константин (Сетяев), проживающий с семьёй в США (штат Вашингтон). Четвёртый брак, с Ириной Каневской, был самым продолжительным.

## Творчество
Автор книг «Охотник вверх ногами» (1980), «Андропов: штрихи к царскому портрету» (1983), «Русские пришли» (1984).
Первая — «Охотник вверх ногами», посвящённая памяти его близкого друга Вилли Фишера (Рудольфа Абеля), также проливает свет на специфику работы НКВД-КГБ среди интеллектуальной элиты Запада и русских эмигрантов. Изданная издательством «Посев» в начале 1980-х годов, книга имела заметный успех в Западной Европе и была переведена на французский, немецкий, и итальянский языки.
Вторая — «Андропов: штрихи к царскому портрету» — на русском языке была опубликована в журнальном варианте; существуют её издания только в переводах на итальянский (1983) и на испанский (1984) языки.
Третья — «Русские пришли» (1984), написанная в жанре популярной конспирологии с обширными экскурсами в историю деятельности советских спецслужб по разложению белоэмигрантских и прочих антисоветских зарубежных организаций 1920-х — 1980-х годов — вызвала оживлённую реакцию в среде русскоязычной эмиграции. Пользуясь материалами из различных источников, как открытых, так и приватных, Хенкин выстраивал в своём исследовании довольно оригинальную гипотезу о тотальном проникновении во все три волны послереволюционной русской эмиграции агентов советских спецслужб, предтечей которых он считал сотрудников Охранного отделения Департамента полиции Министерства внутренних дел Российской империи; целями этого проникновения — манипуляции эмигрантами в интересах КГБ и Советского руководства.
Предполагаемое второе издание книги «Охотник вверх ногами» при жизни автора осуществлено не было.